# Il commissario di ferro
Il commissario di ferro è un film italiano del 1978 diretto da Stelvio Massi.

## Trama
Il commissario Mauro Mariani è noto per la sua severità nei confronti dei delinquenti e per l'abitudine ad agire di testa propria, cosa che gli è costata il passaggio dalla squadra mobile del dottor Crivelli ad un semplice commissariato di quartiere, dove ad assisterlo c'è il brigadiere Ingravallo.
Un giorno, mentre Mariani si trova dalla moglie Vera e dal figlio Claudio, dai quali vive abitualmente separato, un ragazzo di nome Sergio Conforti irrompe nel suo ufficio e, tenendo sotto il tiro della pistola un ufficiale, impone di chiamare il commissario assente perché lo vuole uccidere, ritenendolo colpevole del suicidio del padre, arrestato da Mariani due anni prima. Il commissario viene a sapere della cosa quando Vera e Claudio, andati in ufficio per aspettarlo, finiscono nelle mani di Conforti.
Il ragazzo, in preda al delirio di vendetta, prende con sé il bambino e più tardi telefona al commissario chiedendogli che vada a prenderlo dove e quando lui sa. Inizialmente Mariani non capisce il messaggio; poi, ricostruendo l'arresto del padre di Sergio, finisce per ricordare. È costretto a eludere la sorveglianza di Crivelli e, arrivato nei pressi di uno scalo ferroviario, si trova costretto ad affrontare Sergio: riuscirà a neutralizzarlo e, seppur ferito, a salvare il figlio.

## Curiosità
Uno dei dialoghi tratti dal film è stato inserito in apertura dell'album Studentessi di Elio e le Storie Tese. Del resto uno dei protagonisti del film, Sergio Conforti, si chiama come il tastierista del gruppo.

## Distribuzione
Distribuito nei cinema italiani il 7 dicembre 1978, Il commissario di ferro ha incassato complessivamente 847.768.660 lire dell'epoca.